# Philip La Follette
Philip Fox La Follette (Madison, 8 maggio 1897 – Madison, 18 agosto 1965) è stato un politico statunitense, governatore del Wisconsin dal 1931 al 1933 e dal 1935 al 1939. Era il figlio di Robert M. La Follette, anch'egli governatore dal 1901 al 1906.